# 日本暗号資産取引業協会
一般社団法人日本暗号資産等取引業協会（にほんあんごうしさんとりひきぎょうきょうかい、略称：JVCEA、英: Japan Virtual and Crypto assets Exchange Association）は、日本国内で活動している暗号資産交換業者又は暗号資産関連デリバティブ取引業者によって構成される一般社団法人である。
資金決済に関する法律第87条及び金融商品取引法第78条第1項に基づく認定資金決済事業者協会。旧名一般社団法人日本仮想通貨交換業協会。

## 業務
暗号資産交換業者及び暗号資産関連デリバティブ取引業者の自主規制団体として、その健全な発展及び利用者の保護並びに投資者の保護に資することを目的とし、以下の業務を行う。
- 自主規制規則の制定
- 会員に対する監査、モニタリング、情報提供
- 会員に対する指導、勧告及び処分
- 会員からの業務相談
- 暗号資産交換業に関する苦情受付
- 利用者等への情報提供
- 暗号資産関連取引に係る統計調査

## 設立経緯
2018 年1月、Coincheckによる仮想通貨（暗号資産）の巨額流出を受け、金融庁による全てのみなし業者及び複数の登録交換業者への⽴ち⼊り検査が実施された。その結果、業務運営上の重大な課題が判明した業者に対し、金融庁より業務改善命令・業務停⽌命令が発出された。
仮想通貨交換業者の利⽤者預託財産の安全な保管、システムリスク管理態勢や内部管理体制等が大きく問われる中、業界の⾃律機能の確⽴が求められることとなる。
その⺟体となる⾃主規制団体設⽴への社会的気運が⾼まり、自主規制団体への認定を目的として、日本仮想通貨事業者協会（現：日本暗号資産ビジネス協会）（JCBA）と日本ブロックチェーン協会（JBA）の２つの団体から厳選された会員によって設立された。
2020年4月30日、一般社団法人日本STO協会とともに、金融商品取引法第78条第1項の規定に基づき、認定金融商品取引業協会として認定される。同年5月1日付で一般社団法人日本暗号資産取引業協会に名称を変更。
2024年10月25日、　資金決済法第87条に規定する電子決済手段等取引業(ステーブルコイン)等に係る認定資金決済事業者協会となり名称も日本暗号資産等取引業協会に変更。

## 会員数
2023年9月6日現在。
- 第一種会員（暗号資産交換業者）34社
- 第二種会員（暗号資産交換業者登録の申請中の事業者又は申請を予定する事業者）5社

## 役員
2023年6月23日現在。
| 役職             | 氏名       | 備考 |
| ---------------- | ---------- | --- |
| 代表理事（会長） | 小田玄紀   | 株式会社ビットポイントジャパン 代表取締役                                                                  |
| 理事（副会長）   | 廣末紀之   | ビットバンク株式会社 代表取締役社長                                                                        |
| 専務理事         | 幸政司     | 一般社団法人 日本暗号資産取引業協会                                                                        |
| 理事             | 蓮尾聡     | コインチェック株式会社 代表取締役                                                                          |
| 理事             | 山田達也   | 楽天ウォレット株式会社 代表取締役社長                                                                      |
| 理事             | 樋口容子   | 公益社団法人日本消費生活アドバイザー・コンサルタント・相談員協会（NACS）副会長・代表理事・西日本支部支部長 |
| 理事             | 中村元彦   | 中村公認会計士事務所所長 千葉商科大学大学院ファイナンス研究科教授                                          |
| 理事             | 小早川周司 | 明治大学政治経済学部教授                                                                                   |
| 理事             | 佐々木清隆 | 一橋大学大学院経営管理研究科客員教授                                                                       |
| 監事             | 高松志直   | 片岡総合法律事務所 パートナー弁護士                                                                        |

## 沿革
- 2018年
  - 3月 - 当時の暗号資産交換業者16社により、自主規制団体への認定を目指して設立。
  - 4月 - 代表理事（会長）に奥山泰全が就任。
  - 6月 - bitFlyer、ビットバンクなど6社への業務改善命令を受け、業務改善命令への対応に専念するとして、加納裕三、廣末紀之が副会長を辞任。
  - 10月 - 金融庁により暗号資産交換業者の自主規制団体として認定[6]。自主規制規則を施行。

- 2019年
  - 2月 - 統計資料公表を開始。
- 2020年
  - 4月 - 暗号資産関連デリバティブ取引業に係る認定金融商品取引業協会として金融庁より認定。
  - 5月 - 改正資金決済法において「仮想通貨」が「暗号資産」に呼称が改められたため、日本仮想通貨交換業協会（Japan Virtual Currency Exchange Association）から日本暗号資産取引業協会（Japan Virtual and Crypto assets Exchange Association）に名称変更。
  - 6月 - 三根公博が会長に就任。
- 2021年
  - 6月 - 蓮尾聡が代表理事（会長）に就任。
- 2023年
  - 6月 - 小田玄紀が代表理事（会長）に就任[7]。
- 2024年
  - 10月 - 資金決済法第87条に規定する電子決済手段等取引業(ステーブルコイン)等に係る認定資金決済事業者協会となり名称も日本暗号資産等取引業協会に変更。英名の変更は無し。